# Middleham
Middleham est une petite ville et une paroisse civile du Yorkshire du Nord, en Angleterre. Elle est située dans le Wensleydale, la vallée de la rivière Ure. Administrativement, elle relève du district du Richmondshire. Au moment du recensement de 2011, elle comptait 825 habitants.

## Étymologie
Le nom Middleham vient du vieil anglais middel « milieu » + ham « domaine, enclosure ». Il est attesté dans le Domesday Book sous la forme Medelai.

## Histoire
- Le château de Middleham est construit à la fin du XIIe siècle.
- Le joyau de Middleham, un bijou en or incrusté d'un saphir datant de la fin du XVe siècle, est exposé au Yorkshire Museum.
- Le trésor de Middleham, découvert en 1993, comprend plus de 5 000 pièces d'argent enterrées au XVIIe siècle.

## Jumelages

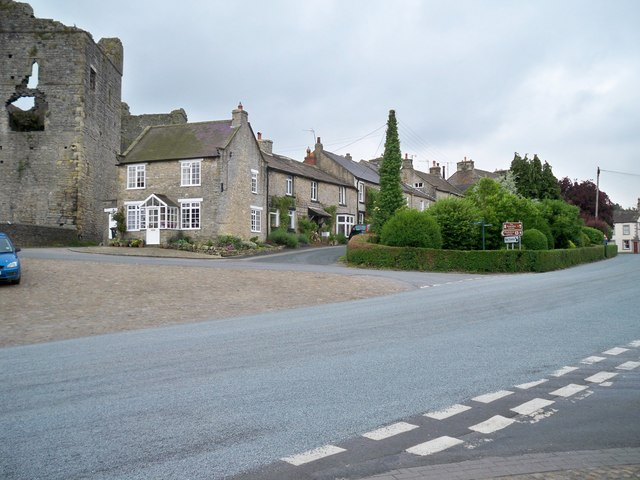
Top Square.

- Azincourt (France) depuis 1987